# Crkva sv. Ane (Gornja Plemenšćina)
Crkva sv. Ane  je rimokatolička crkva u mjestu Gornja Plemenšćina, gradu Pregradi, zaštićeno kulturno dobro.

## Opis dobra
Jednobrodna crkva smještena na platou brijega sagrađena je sredinom 15. st., a od prvobitnog srednjovjekovnog izgleda sačuvala je gotičko svetište i lađu. Kasniji barokni sloj naknadno je uklonjen. Tlocrt crkve čine zvonik kvadratnog presjeka, pravokutna lađa, svetište s trostrano oblikovanim zaključkom kojeg podržavaju četiri kontrafora i pravokutna sakristija južno uz svetište. U središnjoj osi ispred glavnog, trokutno zaključenog pročelja smješten je zvonik u čijem se prizemlju nalazi ulaz u crkvu. Unutrašnji prostor lađe ima recentni tabulat, dok je svetište očuvalo gotički zvjezdasti svod čija se rebra oslanjaju na konzole.

## Zaštita
Pod oznakom Z-2359 zavedena je kao nepokretno kulturno dobro - pojedinačno, pravnog statusa zaštićena kulturnog dobra, klasificirano kao "sakralna graditeljska baština".